# David Hallyday
David Hallyday, właściwie David Michael Benjamin Smet (ur. 14 sierpnia 1966 w Boulogne-Billancourt) – francuski piosenkarz, kompozytor i autor tekstów piosenek, a także kierowca samochodów wyścigowych.

## Życiorys
Urodził się w Boulogne-Billancourt w regionie Île-de-France jako syn francuskiej piosenkarki Sylvie Vartan i francuskiej legendy rocka Johnny’ego Hallydaya, jest kuzynem aktora Michaela Vartana.
W wieku jedenastu lat wystąpił w Pavillon de Paris. Mając siedemnaście lat wraz ze swoim zespołem Weekenders wykonywał przeboje z repertuaru zespołu Duran Duran. W 1988 roku ukazał się jego singiel z utworem „He’s My Girl”, pochodzącym z debiutanckiego albumu True Cool.
10 lipca 1999 roku jego przebój „Tu ne m’as pas laissé le temps” znalazł się na szczycie francuskiej listy przebojów.
Zagrał rolę Bryana Petersa w komedii młodzieżowej On jest moją dziewczyną (He’s My Girl, 1987) z Jennifer Tilly. Wystąpił też w komedii Śmiertelne zmęczenie (Grosse Fatigue, 1995) z Carole Bouquet. W filmie Igrzyska śmierci: Kosogłos. Część 2 (2015) pojawił się jako jeden ze strażników stacjonujących poza Rose Garden.
W listopadzie 2016 roku ukazał się dwunasty z kolei album Le Temps d’une vie (wyd. Polydor).
Jako kierowca wyścigowy był uczestnikiem Mistrzostw FIA GT w 2002 roku i 24h Le Mans (2003, 2007–2008, 2011, 2014).
Od 15 września 1989 do 2000 był żonaty z Estelle Lefébure, z którą ma dwie córki – Ilonę (ur. 17 maja 1994) i Emmę (ur. 13 września 1997). 3 czerwca 2004 roku poślubił projektantkę mody Alexandrę Pastor (ur. 1978), mają syna Camerona (ur. 8 października 2004).

## Dyskografia

### Albumy studyjne
- 1988: True Cool
- 1990: Rock’n’Heart
- 1992: On the Road Live
- 1994: 2000 BBF
- 1997: Novacaine
- 1999: Un paradis/Un enfer
- 2002: Révélation
- 2004: Satellite
- 2007: David Hallyday
- 2010: Un nouveau monde
- 2015: Mission Control Alive
- 2016: Le temps d’une vie

## Wyniki 24h Le Mans
| Rok  | Zespół                  | Kierowcy                              | Samochód                | Klasa  | Przejechane okrążenia | Ogólna pozycja | Pozycja klasy |
| ---- | ----------------------- | ------------------------------------- | ----------------------- | ------ | --------------------- | -------------- | ------------- |
| 2003 | Courage Compétition     | Philippe Alliot Carl Rosenblad        | Courage C65-JPX         | LMP675 | 41                    | DNF            | DNF           |
| 2007 | PSI Experience          | Claude-Yves Gosselin Philipp Peter    | Chevrolet Corvette C6.R | GT1    | 289                   | 28             | 12            |
| 2008 | Larbre Compétition      | Christophe Bouchut Patrick Bornhauser | Saleen S7-R             | GT1    | 306                   | 28             | 7             |
| 2011 | Team Oreca-Matmut       | Alexandre Prémat Dominik Kraihamer    | Oreca 03-Nissan         | LMP2   | 200                   | DNF            | DNF           |
| 2014 | IMSA Performance Matmut | Raymond Narac Nicolas Armindo         | Porsche 997 GT3-RSR     | GTE Am | 323                   | 31             | 11            |